# Ричмонд Хајтс (Флорида)
Ричмонд Хајтс (енгл. Richmond Heights) насељено је место без административног статуса у америчкој савезној држави Флорида.

## Демографија
По попису из 2010. године број становника је 8.541, што је 62 (0,7%) становника више него 2000. године.
| Група             | 2000.         | 2010.         |
| Белци             | 291 (3,4%)    | 251 (2,9%)    |
| Афроамериканци    | 7.023 (82,8%) | 6.160 (72,1%) |
| Азијати           | 70 (0,8%)     | 37 (0,4%)     |
| Хиспаноамериканци | 1.057 (12,5%) | 2.136 (25,0%) |
| Укупно            | 8.479         | 8.541         |